# Gaillardia cabrerae
Gaillardia cabrerae là một loài thực vật có hoa trong họ Cúc. Loài này được Covas mô tả khoa học đầu tiên năm 1969.